# Порта Венеция (станция метро)
«По́рта Вене́ция» (итал. Porta Venezia) — станция линии M1 Миланского метрополитена. Подземная станция, располагается у Венецианских ворот (ит.) бывших городских крепостных стен, имя которых и носит эта станция в центре Милана.

## История
Станция была открыта в составе первой очереди линии M1 (от станции «Сесто Марелли» до станции «Лотто») 1 ноября 1964 года.
Первоначально планировалось, что станция будет называться «Обердан» (итал. Oberdan).

## Особенности
Устройство станции «Порта Венеция» подобно устройству почти всех станций первой очереди: подземное расположение с двумя путями — по одному для каждого направления и двумя боковыми платформами. Над станционным залом находится особенно просторный мезонин, поскольку планировалось, что станция будет пересадочной с будущей линией M4, что так и не было реализовано.
Станция «Порта Венеция» находится на расстоянии 604 метров от станции «Палестро» и 702 метров от станции «Лима».

## Пересадки
Со станции «Порта Венеция» производятся пересадки на железнодорожный и городской наземный транспорт:
- Железнодорожная станция Милан Порта Венеция
- Трамвай линий 5, 9 и 33

## Оснащение
Оснащение станции:
- Эскалаторы
- Аппараты для продажи билетов
- Камеры видеонаблюдения